# Asura reticulata
Asura reticulata är en fjärilsart som beskrevs av Felder 1861. Asura reticulata ingår i släktet Asura och familjen björnspinnare. Inga underarter finns listade i Catalogue of Life.